# Antoni Gaudí (mestre de capella)
Antoni Gaudí (Riudoms, ? - Girona, gener del 1735) fou un mestre de capella i organista català.
Es desconeixen els detalls sobre la seva formació musical.
Va ser mestre de capella de la vila de Perelada entre 1708-1714 (Marquès); entre 1713 i 1714 (Civil) regí el magisteri de la Seu de Girona, lloc que ocupà durant 7 mesos, ja que el 27 d'octubre del mateix any la plaça fou ocupada per Tomás Milans i Godayol.
Es conserva un villancet del compositor a la Biblioteca de Catalunya, anomenat A la Virgen de los Dolores, i un tono incomplet a la catedral de Girona.